# Lara Colturi
Lara Colturi (Torino, 15. studenog 2006.) talijanska je skijašica, koja nastupa za Albaniju. 
Kći je bivše olimpijske pobjednice Daniele Ceccarelli i skijaškog trenera Alessandra Colturija. Rođena je u Torinu i odrasla u Cesana Torinese u dolini Susa. Ima jednog mlađeg brata, Jurija.
Njezina je majka 2020. godine počela konzultirati Albanski skijaški savez, a sljedeće je sezone postala tehnička direktorica njihove ženske alpske reprezentacije. U svibnju 2022. Lara Colturi počela je predstavljati Albaniju na međunarodnoj razini.
Osvojila je naslove u ukupnom poretku, slalomu, veleslalomu i alpskoj kombinaciji na Južnoameričkom alpskom skijaškom kupu 2022. U Svjetskom kupu debitirala je 22. listopada 2022. u Söldenu u Austriji.
Colturi je bila treća najmlađa osvajačica zlatne medalje na Svjetskom juniorskom prvenstvu 2023. u St. Antonu u Austriji (Super-G). 
Dana 7. veljače 2023. Lara je na treningu pokidala križni ligament desnog koljena. Manje od devet mjeseci kasnije, vratila se na skijaške utrke Svjetskog kupa u Söldenu (veleslalom) 28. listopada 2023. 
U sezoni 2024./'25. bila je tri puta na postolju osvojivši 2. mjesto u slalomu u Gurglu, 2. mjesto u veleslalomu u Kranjskoj Gori i 3. mjesto u veleslalomu u Åreu.